# 香港露宿救濟會

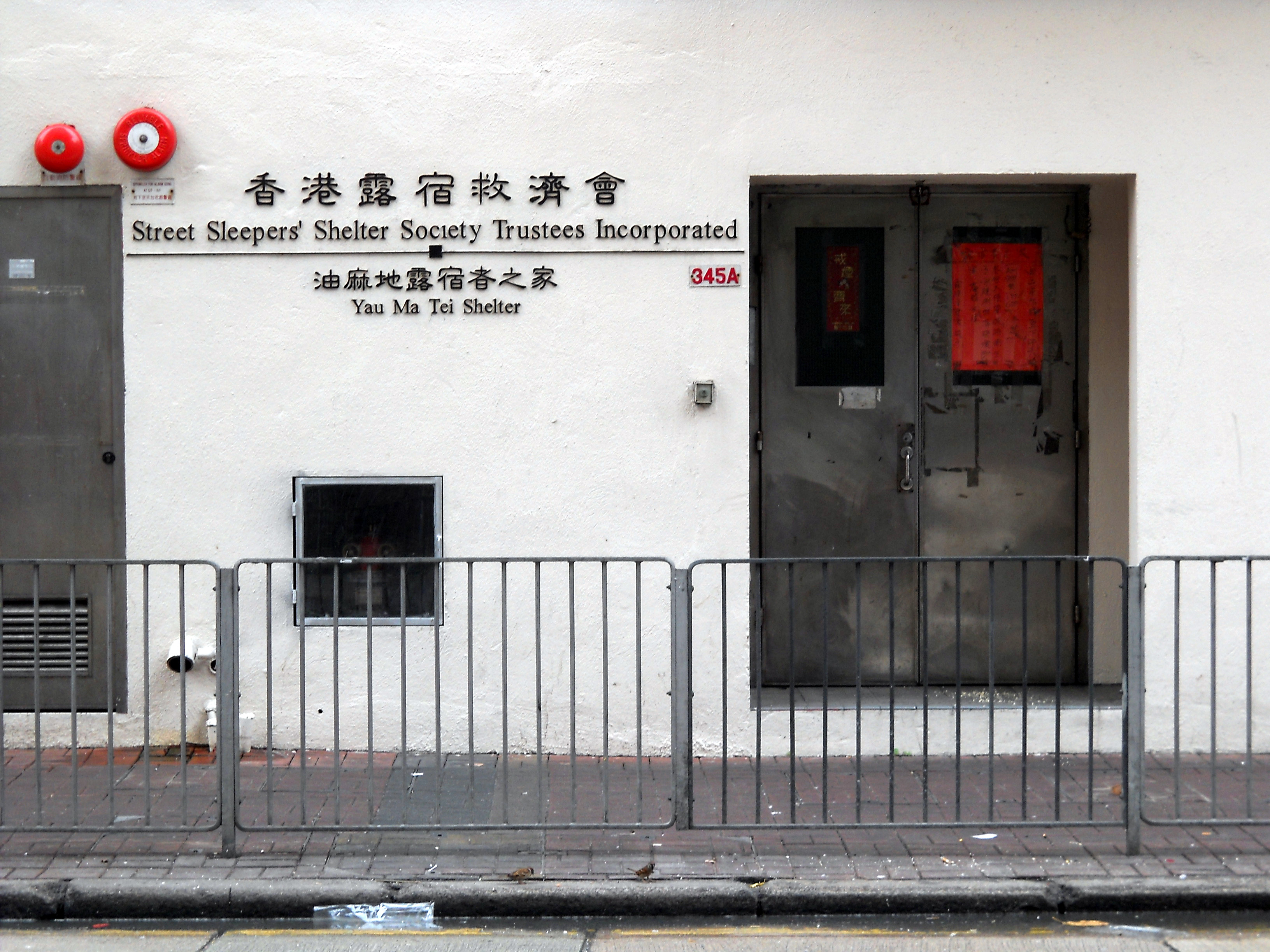
香港露宿救濟會油麻地露宿者之家

香港露宿救濟會（英語：Street Sleepers' Shelter Society Trustees Incorporated），由何明華會督、施玉麒牧師及一群社會活動家成立於1933年，是香港一家為露宿者及無家可歸者提供短期免費宿位的慈善團體，現時營運3所分別位於深水埗、油麻地及灣仔的「露宿者之家」，免費提供226個宿位，佔香港同類型服務三分之一。救濟會為非政府資助的機構，以自負盈虧形式營辦，成立時設立一個基金處理善長的捐獻，每年營運費來自基金持有的匯控股息及香港公益金、香港賽馬會撥款。救濟會是香港社會服務聯會的機構會員。

## 露宿者之家
宿舍設有寢室、洗手間、電視、風扇、電話等，求宿者由社工轉介或直接聯繫救濟會，主要為待業、等候綜援審批、輪候中轉房屋人士、持單程證來港與家人團聚的婦孺以至釋囚等，宿舍免費提供床位、毛巾、肥皂，除提供一個臨時容身之所外，亦是一個可供通訊聯絡的地址，每天由晚上六時至翌日九時半開放，鼓勵受助者利用日間外出工作，在暴雨、颱風或嚴寒的日子，有關宿舍會維持24小時開放，入住期一般以六星期為限，但因應個人情況，收留時間可由一個月至三個月不等。

### 分佈
- 深水埗露宿者之家（深水埗，元州街）
- 油麻地露宿者之家（油麻地，上海街）
- 灣仔露宿者之家（灣仔，堅尼地道）